# Hr.Ms. Van Bochove (1962)
De Hr.Ms. Van Bochove (A923) was een torpedo-inschietvaartuig van de Koninklijke Marine. Het schip is vernoemd naar Pieter Dirk van Bochove, hoofd inschietbedrijf der Koninklijke Marine, die voor de haven van Den Helder (Nieuwediep), in de uitoefening van zijn functie, in 1959 verongelukte.
Als werkschip was het voorzien van torpedobuizen voor het lanceren van te beproeven torpedo’s en kon Mk 8 en Mk 20 torpedo’s vuren. Latere aanpassingen maakten dat ook Mk 37 mod2 torpedo’s gevuurd konden worden. Een van de torpedobuizen komt oorspronkelijk van de Hr.Ms. O 21 en de andere is een ex-prototype van de Dolfijn & Potvisklasse.
Nadat het schip eind 1986 uit dienst werd gesteld wegens een defecte hoofdmotor werd het door toedoen van toenmalig schipper en oprichter van de waterscoutinggroep Suanablake in Korendijk, Rob Pentland, als wachtschip in gebruik genomen. Het schip wordt door de jeugdleden, als zeeverkenners, de wildevaart en de stam, gebruikt voor het houden van opkomsten en kampen.
14 mei 2014 werd het schip door commandeur H.R. Lodder formeel overgedragen aan de Stichting Scouting Korendijk.